# Caloplaca obamae
Caloplaca obamae é uma espécie de líquen do gênero Caloplaca e da família Teloschistaceae. C. obamae foi descoberta em 2007 por Kerry Knudsen na Ilha de Santa Rosa na Califórnia e sua descrição publicada em março de 2009. Knudsen afirmou que escolheu homenagear Obama por "seu apoio à ciência e a educação científica" e escreveu o manuscrito para publicação da espécie entre a eleição de Obama e sua posse.

## Descrição
Caloplaca obamae é similar em aparência como a Caloplaca xanthostigmoidea.

## Distribuição e habitat
Caloplaca obamae é endêmico da porção norte da ilha de Santa Rosa em solos argilosos dos terraços marinhos pleistocênicos. A espécie ainda não foi encontrada na Califórnia continental, na ilha de São Miguel, ou na porção arenosa da ilha de Santa Rosa. Ocorre desde Beecher Bay até Soledad Canyon em Santa Rosa, na área de pastagens que foram exploradas por mais de cem anos. Populações de animais introduzidos estão sendo removidas da ilha e tem sido sugerido que o C. obamae, que quase se extinguiu quando as fazendas de gado eram ativas, pode recolonizar a ilha. É comumente encontrada crescendo com outras espécies terrícolas de líquens e briófitas.